# Jakob Bürgi (Politiker)
Jakob Bürgi (* 6. September 1934 in Feusisberg, heimatberechtigt in Feusisberg) ist ein Schweizer Politiker (CVP).

## Biografie
Der Sohn eines Landwirts und Kantonsrats wurde 1934 in Feusisberg geboren. Nach der Primar- und Sekundarschule in Schindellegi und Wollerau absolvierte er die landwirtschaftliche Schule in Pfäffikon. Er arbeitete als Landwirt.
Von 1958 bis 1962 war er im Gemeinderat von Feusisberg. In den Jahren 1972 bis 1984 war er Bezirksrat der Höfe und von 1982 bis 1984 Bezirksammann. 1984 wurde er in den Schwyzer Kantonsrat gewählt, dem er bis 1987 angehörte. Per 30. November 1987 wurde Bürgi in den Nationalrat gewählt. Im Nationalrat nahm er Einsitz in die Petitions- und Gewährleistungskommission, die Kommission für Wirtschaft und Abgaben, die Sicherheitspolitische Kommission und die Kommission für Verkehr und Fernmeldewesen sowie den Landwirtschaftlichen Club. Zum 3. Dezember 1995 schied Bürgi aus der grossen Kammer aus. Während zwölf Jahren (1988–2000) war er Gemeindepräsident von Feusisberg.
Bürgi präsidierte auch die Bauernvereinigung des Kantons Schwyz (1978–1984), den Kirchenrat von Schindellegi (1980–1982) und den Interessenverband Schweizerischer Kleinkraftwerksbesitzer (seit 1993).